# Исонами (эсминец, 1927)
Исонами (яп. 磯波, Бурун) был девятым из двадцати четырёх эсминцев класса «Фубуки», построенных для Японского Императорского флота после Первой Мировой войны. Когда эти корабли были введены в строй, они были самыми мощными эсминцами в мире. Они служили эсминцами первой линии в течение 1930-х годов и оставались грозными системами вооружения вплоть до войны на Тихом океане.

## История
Строительство передовых эсминцев класса «Фубуки» было разрешено в рамках программы расширения Японского Императорского флота 1923 года, призванной дать Японии качественное преимущество перед самыми современными кораблями в мире. Класс «Fubuki» имел характеристики, которые были квантовым скачком по сравнению с предыдущими проектами эсминцев, настолько, что они были обозначены эсминцами специального типа (яп. 特型, Tokugata). Большие размеры, мощные двигатели, высокая скорость, большой радиус действия и беспрецедентное вооружение придавали этим эсминцам огневую мощь, аналогичную многим легким крейсерам других флотов. «Исонами», построенный в доке Урага, был заложен 19 октября 1926 года, спущен на воду 24 ноября 1927 года и введен в строй 30 июня 1928 года. Первоначально ему было присвоено обозначение корпуса «Эсминец № 43», он был достроен как «Исонами».

## История эксплуатации
После завершения строительства «Isonami» вместе со своими систершипами «Uranami», «Shikinami» и «Ayanami» был назначен в дивизион эсминцев 19 IJN 2-го флота. Во время Второй китайско-японской войны, начиная с 1937 года, «Исонами» прикрывал высадку японских войск в Шанхае и Ханчжоу. С 1940 года был назначен для патрулирования и прикрытия высадки японских войск в Южном Китае.

### Вторая Мировая война
Во время нападения на Перл-Харбор «Исонами» был приписан к 19-му дивизиону эсминцев 3-й эскадры 1-го флота IJN и переброшен из военно-морского округа Куре в порт Самах на острове Хайнань. С 4 декабря 1941 года по 30 января 1942 года «Исонами» входил в эскорт тяжелых крейсеров «Судзуя», «Кумано», «Могами» и «Микума» из залива Самах и Камрань во Французском Индокитае в поддержку операций вторжения на острова Малайя, Банка-Палембанг и Анамбас. 27 февраля «Исонами» был назначен на «Операцию J» (вторжение на Яву) и «Операцию T» (вторжение на северную Суматру) 12 марта и «Операция D» (вторжение на Андаманские острова 23 марта. Выполнял патрульные и эскортные обязанности из Порт-Блэра во время японских рейдов в Индийский океан. 13-22 апреля «Исонами» вернулся через Сингапур и залив Камрань в военно-морской арсенал Куре для технического обслуживания.
4-5 июня «Исонами» участвовал в битве при Мидуэе в составе основного флота адмирала Исороку Ямамото. Возвращаясь из боя, он был поврежден в столкновении с «Уранами» и заковылял обратно в военно-морской арсенал Йокосука для ремонта, который не был завершен до конца июля. С августа по сентябрь Isonami был назначен на учебные миссии с авианосцами Jun’yō и Hiyō во Внутреннем море, и сопровождал эти авианосцы в Трук в начале октября. В октябре он был назначен на патрулирование из Трука, а также на транспортные миссии «Токио Экспресс» в различные места на Соломоновых островах до середины января 1943 года.
1 декабря «Исонами» был поврежден у Буны, Новая Гвинея, в результате авиаудара самолётов ВВС армии Соединенных Штатов. 18 декабря он спас выживших с торпедированного крейсера «Тэнрю».
В начале января «Исонами» вернулся в военно-морской арсенал Куре для ремонта. В феврале он сопровождал конвой войск из Пусана в Палау и далее в Вевак. 25 февраля он был переведен во флот Юго-Западного района и базировался в Сурабае для сопровождения конвоев через Голландскую Ост-Индию.
9 апреля 1943 года, сопровождая конвой из Сурабаи в Амбон, «Исонами» был торпедирован и потоплен подводной лодкой USS «Tautog» во время спасения выживших на торпедированном «Пенанг-Мару». Из его экипажа семь человек погибли и ещё девять получили ранения.
1 августа 1943 года «Исонами» был исключён из списков военно-морского флота.